# Leptotarsus (Longurio) cinereilinea
Leptotarsus (Longurio) cinereilinea is een tweevleugelige uit de familie langpootmuggen (Tipulidae). De soort komt voor in het Afrotropisch gebied.